# ايزو 14698
تتميز الأيزو 14698 (بالإنجليزية: 14698 ISO)‏ بأنها تحتوي على معيارين دوليين للتحكم في التلوث البيولوجي للغرف البحثية. حيث كان لمعهد العلوم وتكنولوجيا البيئة، والسكرتارية ومدير اللجنة الفنية لأيزو ISO 209 الدور الكبير في المساعدة في تطوير هذه السلسلة من معايير الأيزو ISO 14698.
- ايزو ISO 14698-1، تضم غرف الأبحاث والبيئات الخاضعة للمراقبة المتعلقة بها ــ السيطرة والتحكم في التلوث البيولوجي، الجزء 1: المبادئ والطرق العامة.
- ايزو ISO 14698-2، تضم غرف الأبحاث والبيئات الخاضعة للمراقبة المتعلقة بها ــ السيطرة والتحكم في التلوث البيولوجي، الجزء 2: تقييم وتفسير بيانات التلوث البيولوجي.

## ايزو ISO 14698-1
قد تمت كتابة أيزو ISO 14698-1 لأول مرة في عام 2003، حيث يصف نظام الأيزو ISO 14698-1 المبادئ والمنهجية الأساسية لنظام رسمي لتقدير ومراقبة التلوث البيولوجي، حيث يتم تطبيق تقنية غرف الأبحاث، لضرورة مراقبة التلوث البيولوجي في المناطق المعرضة لخطر التلوث بشكل مستمر ومتكرر بحيث يمكن اختيار التدابير والاحتياطات المناسبة. المناطق التي تعد أقل عرضة لخطر التلوث أو التلوث الذي يمكن اهماله، يمكن الاستعانة بهذا المعيار كمصدر للمعلومات.

## ايزو ISO 14698-2
أصبح نظام الأيزو ISO 14698-2 متاحا للجميع في أكتوبر عام 2003. أعطى نظام الأيزو ISO 14698-2 توجيهات حول المبادئ الأساسية والمتطلبات المنهجية لجميع العمليات المرتبطة في تقييم البيانات الميكروبيولوجية، وتقدير بيانات التلوث البيولوجي والتي يتم الحصول عليها عن طريق أخذ عينات لجسيمات (كائنات حية مجهرية) تعيش في المناطق المعرضة للخطر، وذلك على نحو محدد بالنظام الذي يتم اختياره. وهذا ليس المراد به اختبار أداء تقنيات العد الميكروبيولوجية لتحديد عدد وحدات الخلايا الحية.

## روابط خارجية
- http://www.iest.org/
- http://www.iso.org/
- http://www.ansi.org/
- http://www.cleanrooms-ireland.ie/